# Aéroport régional de Cache Creek-Ashcroft
L'aéroport régional de Cache Creek-Ashcroft est un aéroport situé en Colombie-Britannique, au Canada.